# 왕멍 (작가)

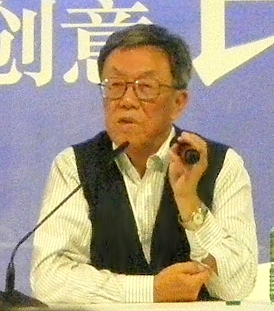
왕멍 (2009년 프랑크푸르트 도서전)

왕멍(중국어: 王蒙, 병음: Wáng Méng, 왕몽, 1934년 10월 15일 베이징 ~ )은 중국의 작가이다.

## 생애
중학생 시절에 공산주의 사상을 접했다. 1948년 중국 공산당에 입당하면서 지하당원으로 활동했으며 1949년 중국 공산주의 청년단에 가입했다. 1950년대부터 작품 활동을 시작했고 1953년부터 1956년까지 장편 소설 《청춘 만세》를 연재했다.
1956년 소설 《조직부에서 온 청년》을 발표했지만 1957년 반우파 운동을 전개하고 있던 중국 공산당으로부터 우파 분자로 낙인찍혔고 1963년 신장 위구르 자치구로 유배된다. 유배 생활을 보내는 동안 위구르어 작품을 중국어로 번역하는 일을 맡았다.
1979년 중국 공산당으로부터 복권 조치를 받았으며 1983년 잡지 《인민 문학》 편집장을 역임했다. 1986년부터 1989년까지 문화부 부장을 지냈다. 그의 대표 작품으로 《청춘 만세》, 《조직부에서 온 청년》, 《나비》, 《변신 인형》, 《나는 학생이다》, 《봄의 소리》, 《흥겹고 즐거운 계절》, 《연애의 계절》, 《실태의 계절》 등이 있다.